# Eugenio Bertini
Eugenio Bertini (Forlì, 8 de novembro de 1846 – Pisa, 24 de fevereiro de 1933) foi um matemático italiano.

## Publicações selecionadas
- Sui poliedri euleriani. [S.l.: s.n.] 1869
- Introduzione alla geometria proiettiva degli iperspazi. [S.l.: s.n.] 1907[2]
- Einführung in die projektive Geometrie mehrdimensionaler Räume. [S.l.: s.n.] 1924[3]
- Complementi di geometria proiettiva. [S.l.: s.n.] 1927